# 穗鹛属
穗鹛属（学名：Stachyris），是画眉科的一属。
属下物种有：
- 黄喉穗鹛
- 侏穗鹛
- 金冠穗鹛
- 黑冠穗鹛
- 棕头穗鹛
- 怀氏穗鹛
- 纹穗鹛
- 班岛穗鹛
- 黑纹穗鹛
- 巴拉望穗鹛
- 白胸穗鹛
- 乌穗鹛
- 黑头穗鹛
- 灰头穗鹛
- 奥氏穗鹛
- 斑颈穗鹛
- 白耳穗鹛
- 黑喉穗鹛
- 白领穗鹛
- 红腰穗鹛
- 红翅穗鹛
- 珠颊穗鹛
- 弄岗穗鹛